# Parafia Ścięcia św. Jana Chrzciciela w Kościelniku
Parafia Ścięcia św. Jana Chrzciciela w Kościelniku – parafia rzymskokatolicka w dekanacie leśniańskim w diecezji legnickiej. 

## Historia parafii
Erygowana 1 stycznia 1949 r. Parafia prowadzona jest przez księży diecezjalnych. Od 2021 funkcję proboszcza sprawuje ks. dr Krzysztof Zabłocki.